# Cristóbal de Villalpando
Cristóbal de Villalpando (* 1649 in Mexiko-Stadt; † 20. August 1714 ebenda) war ein neuspanischer Maler des amerikanischen Barocks.
De Villalpando, der in seinem Schaffen stark den Einflüssen Juan de Valdés Leals unterlag, malte mehrere Bilder und Fresken, die heute in mehreren mexikanischen Kathedralen zu sehen sind, beispielsweise in der Catedral de México in Mexiko-Stadt, in der Catedral de Querétaro in Santiago de Querétaro und in der Catedral de Puebla in Puebla.
Er war seit 1669 verheiratet mit María de Mendoza, mit der er vier gemeinsame Kinder hatte.

## Werke

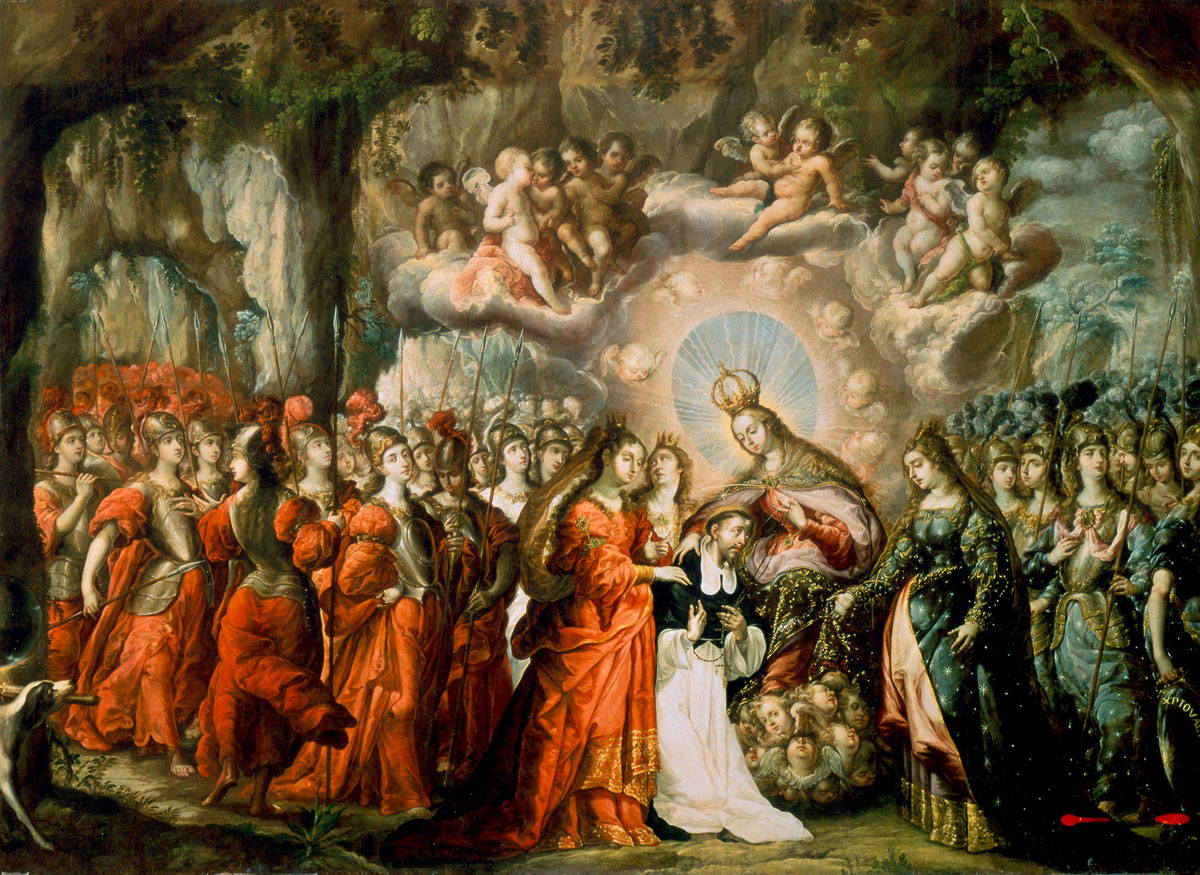
Die Laktation des hl. Dominikus
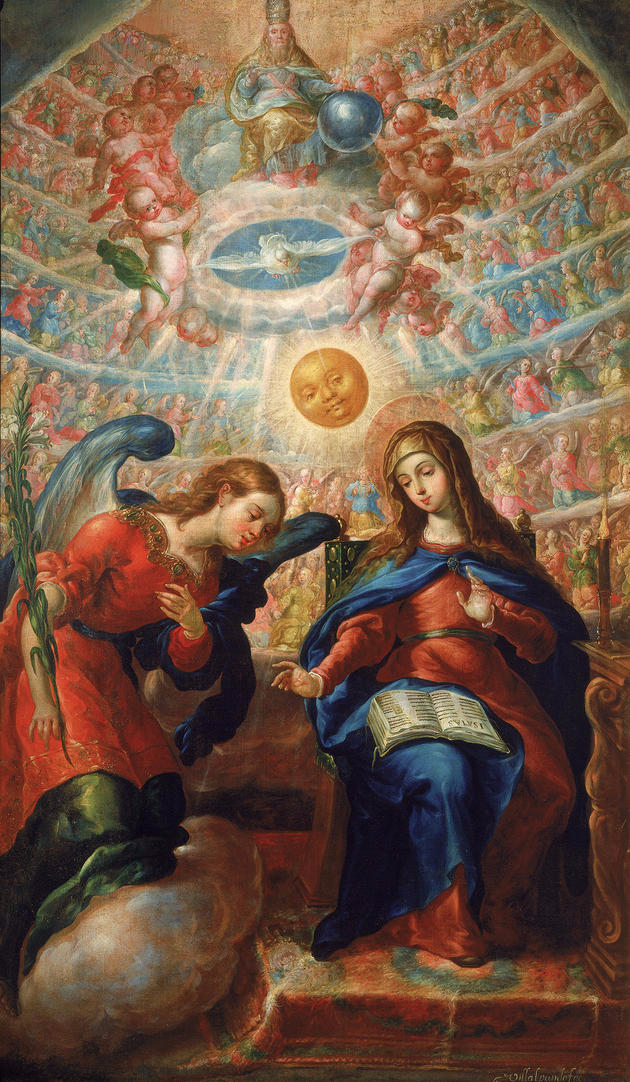
Verkündigung des Herrn
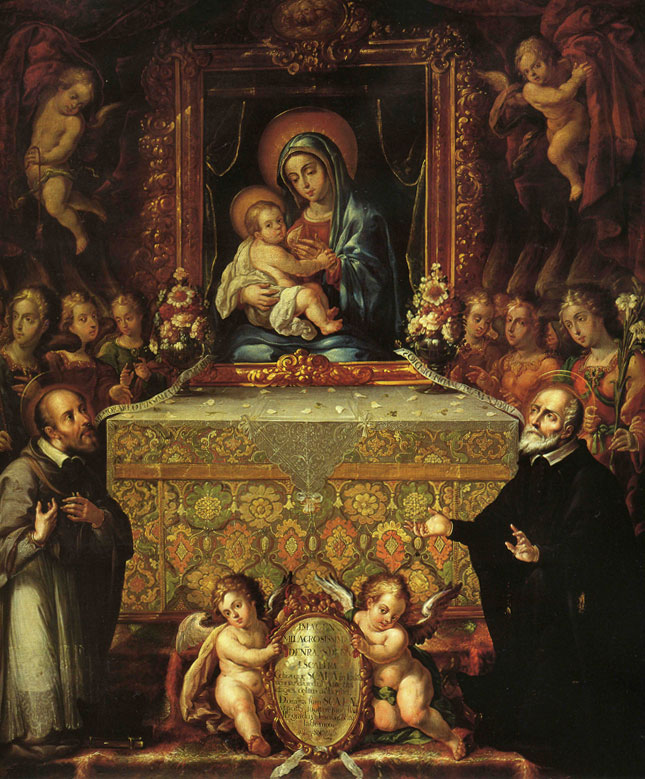
Madonna an der Treppe (Templo de San Felipe Neri)
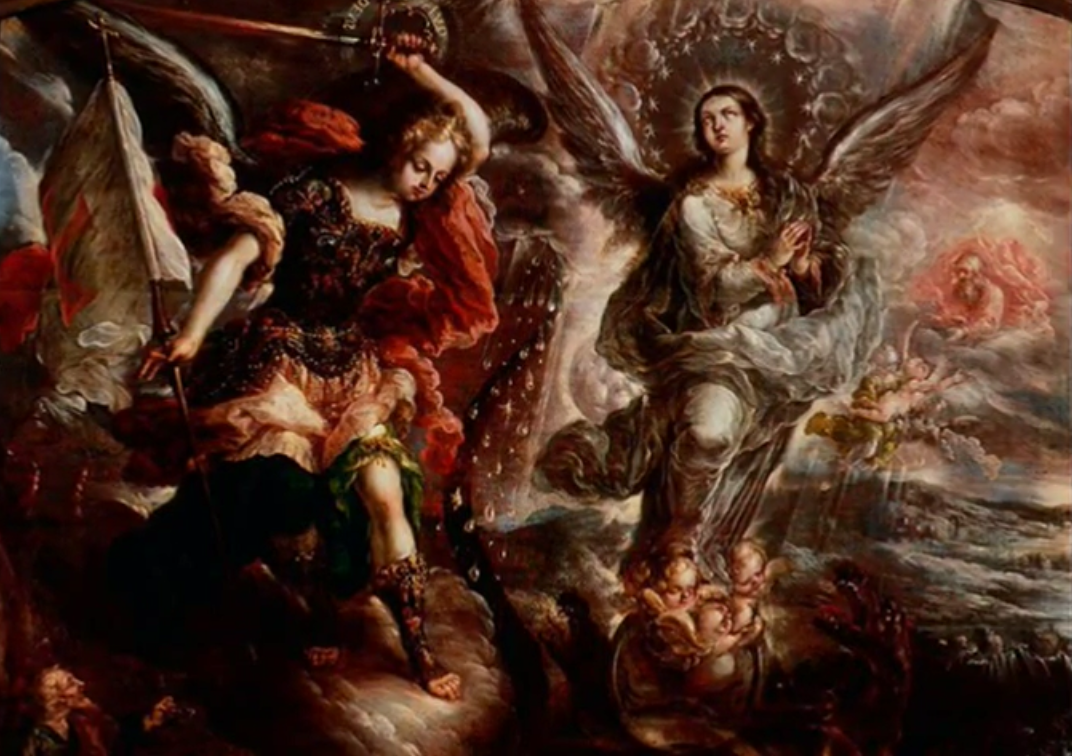
Die Mondsichelmadonna (Museo Bello y González, Ciudad de Puebla, Mexiko)
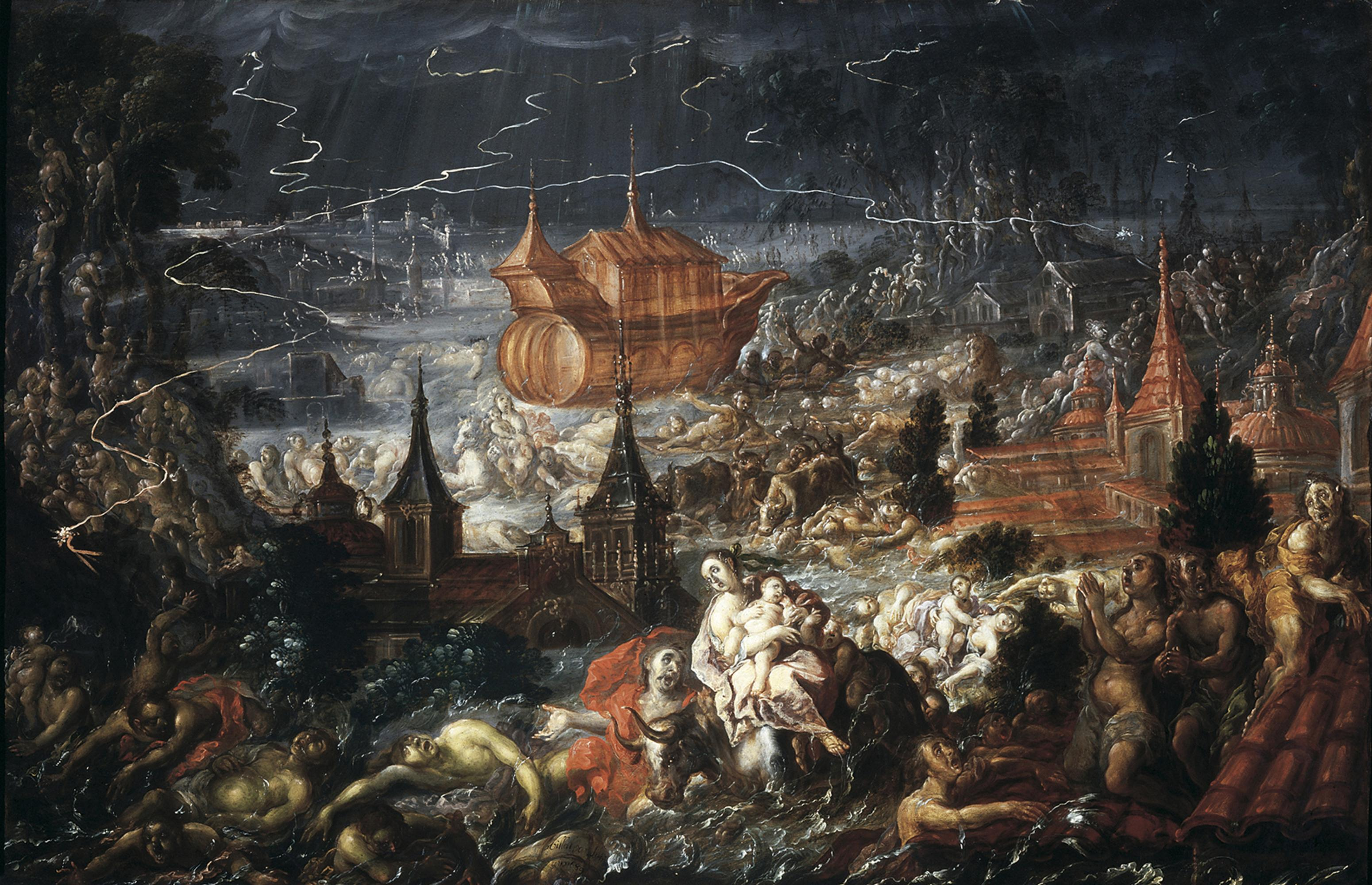
Die Sintflut (Capilla del Espíritu Santo de Ochavo Catedral de Puebla, Puebla, Mexiko)
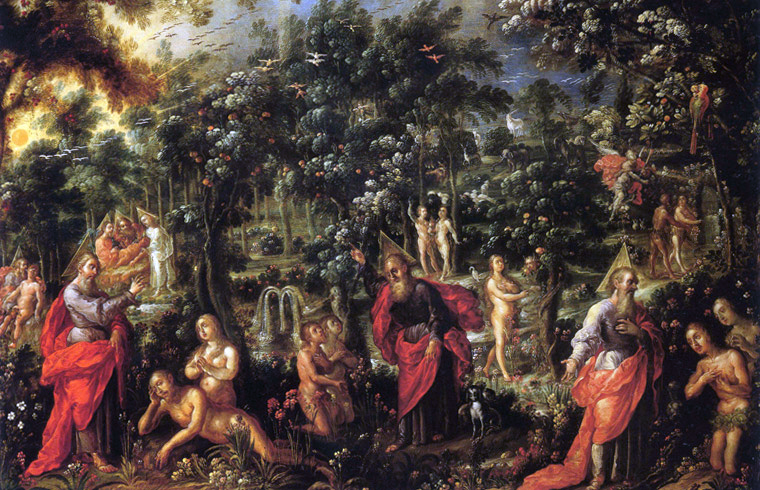
Adam und Eva im Paradies
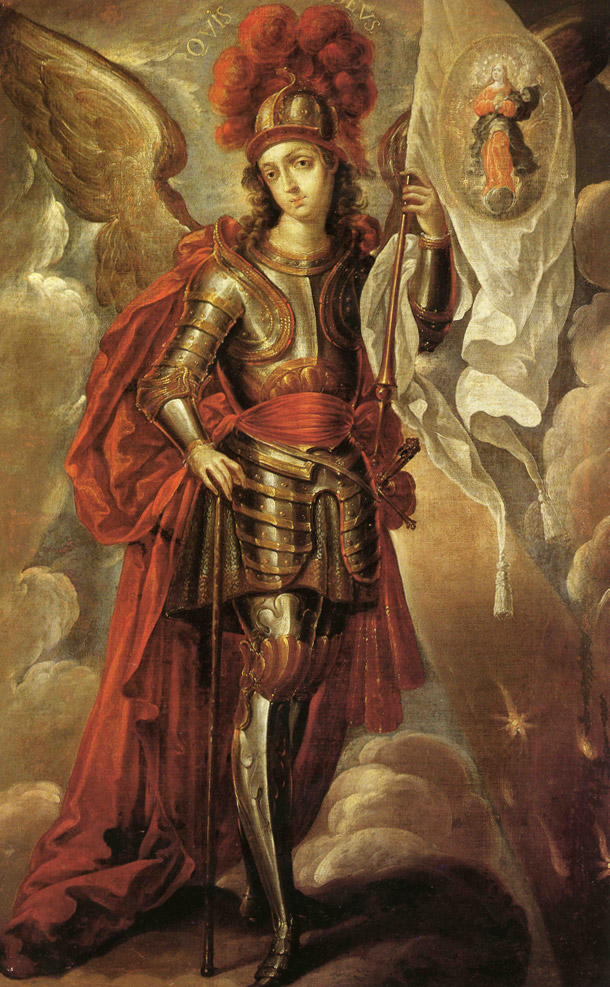
Erzengel Michael
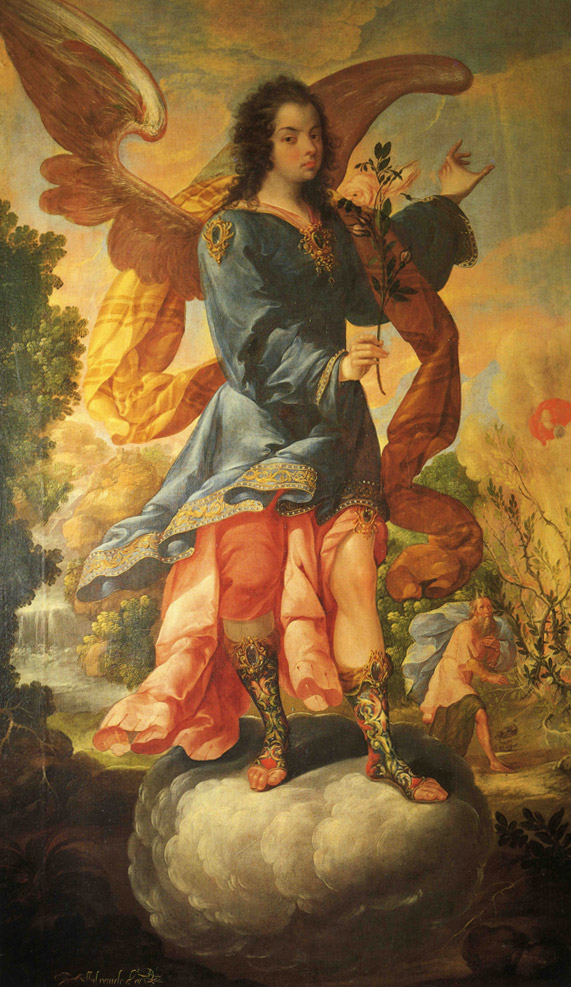
Erzengel Barachiel
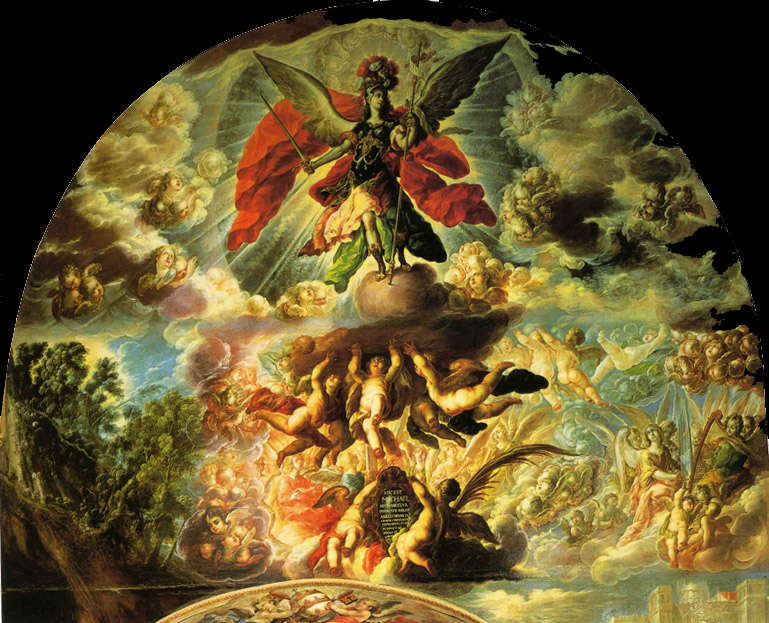
Die Erscheinung von St. Michael
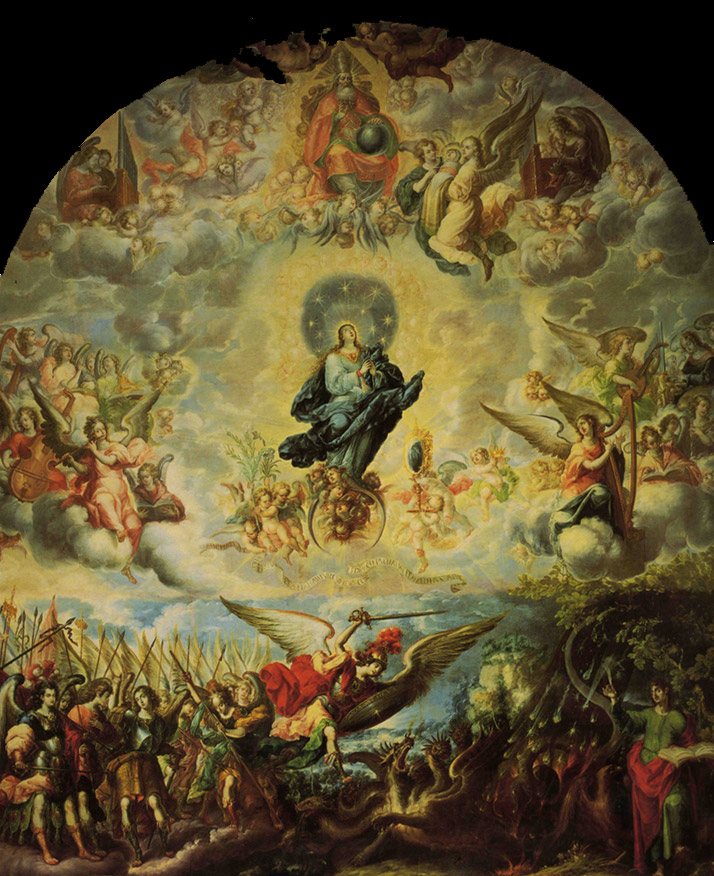
Apokalyptische Madonna
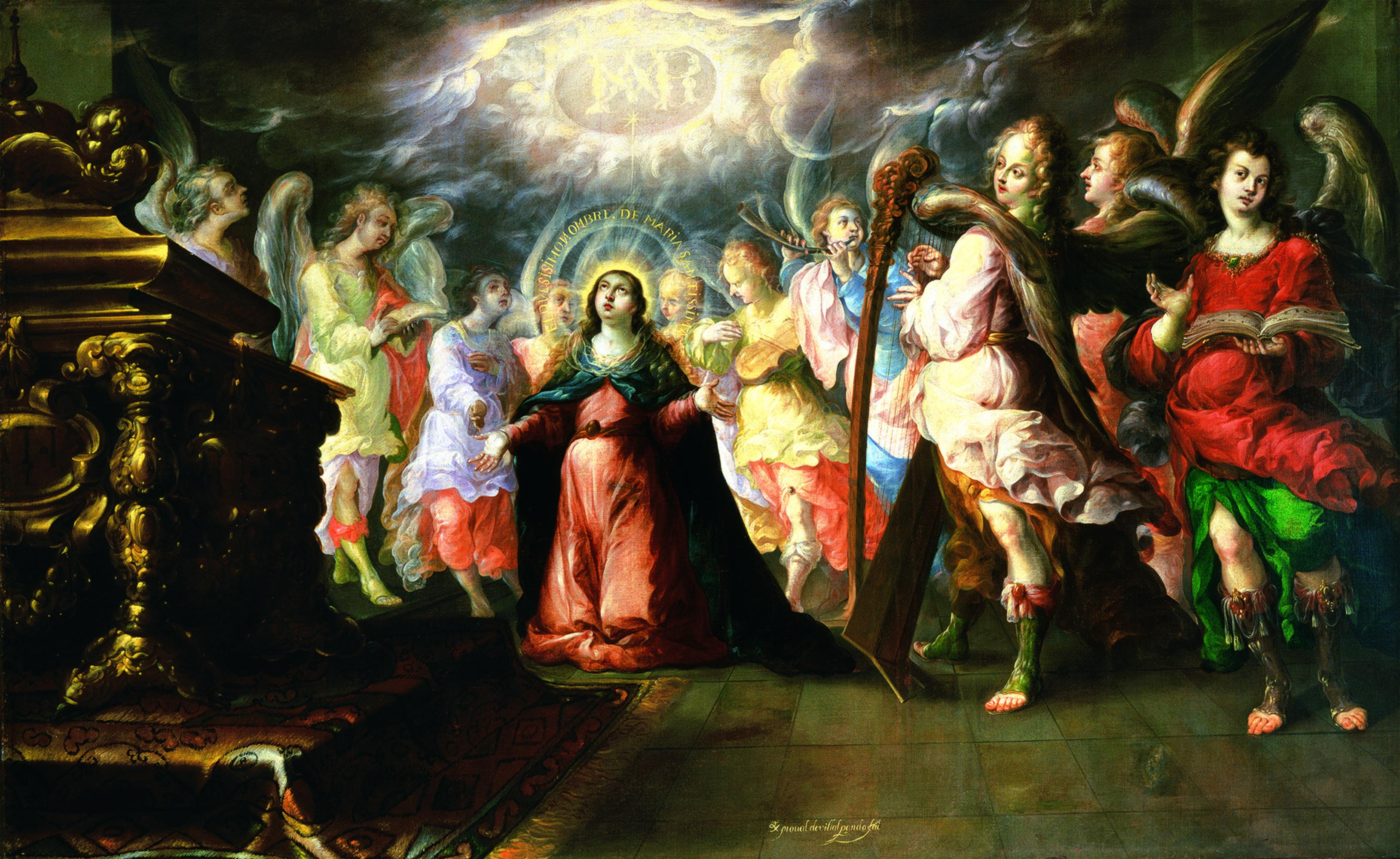
Die süßen Namen Maria
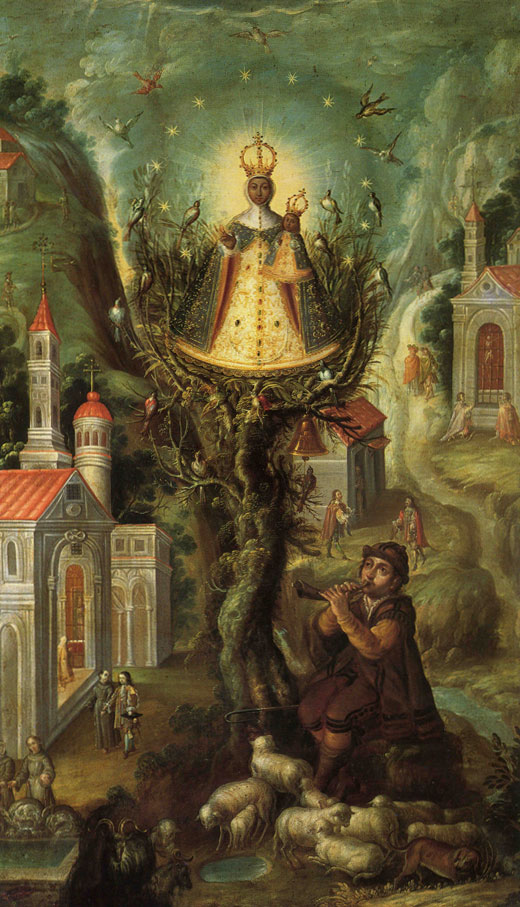
Unsere Liebe Frau von Aranzazú
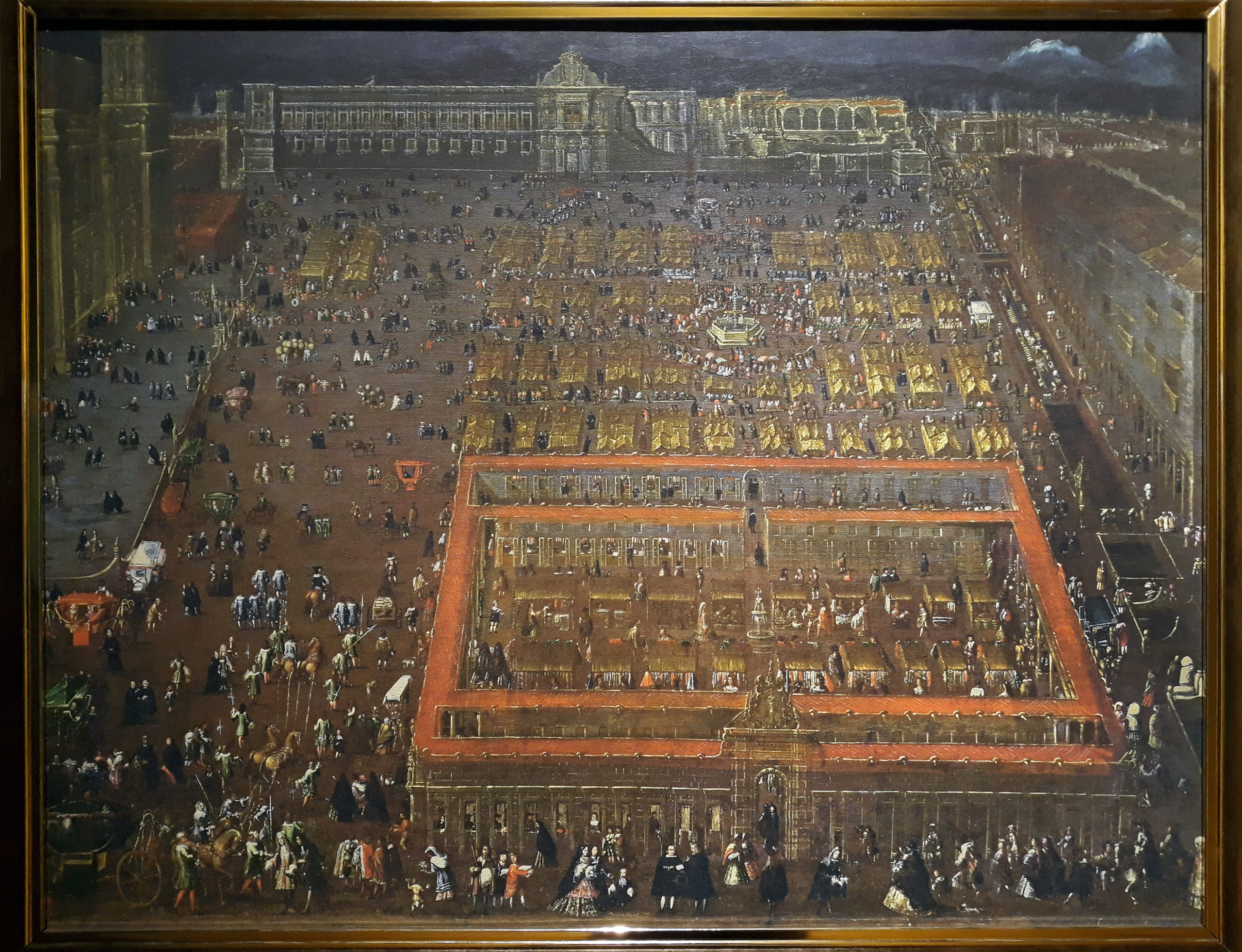
Aussicht auf die Plaza Mayor von Mexiko-Stadt (ca. 1695)
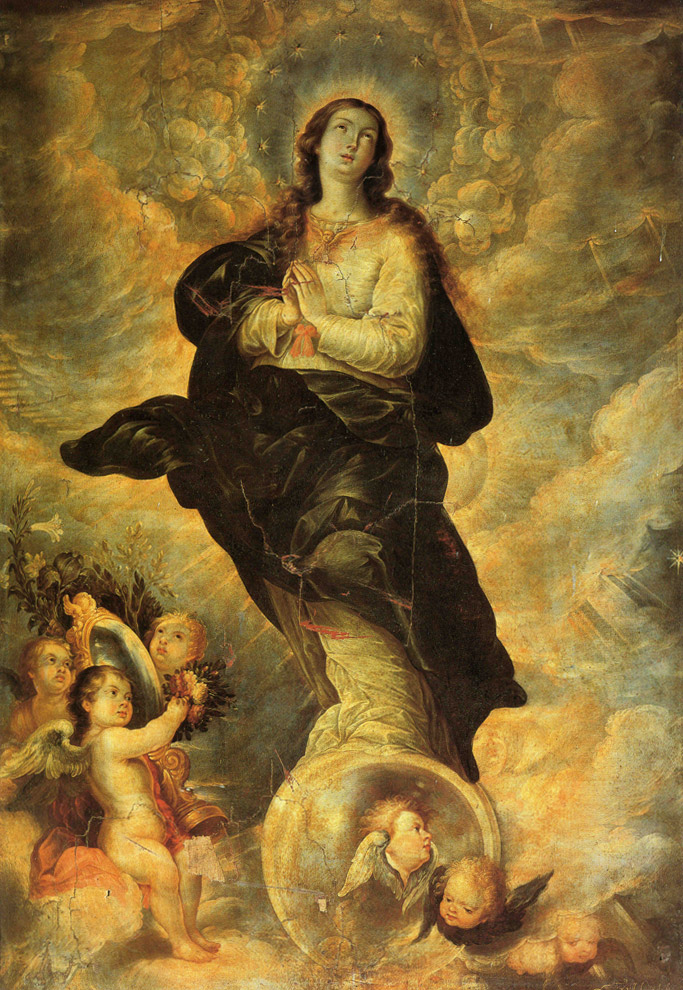
Unbefleckte Empfängnis
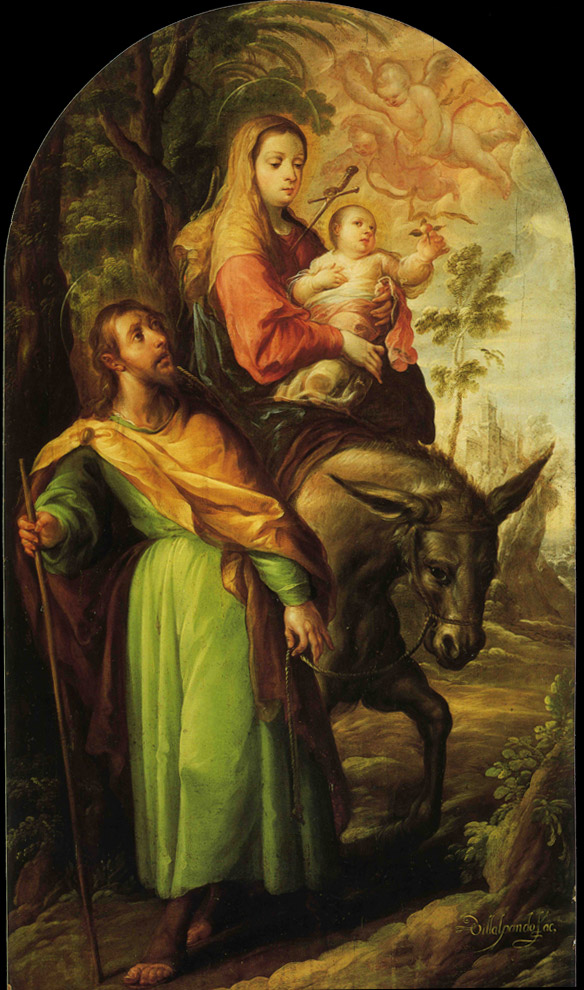
Flucht nach Ägypten
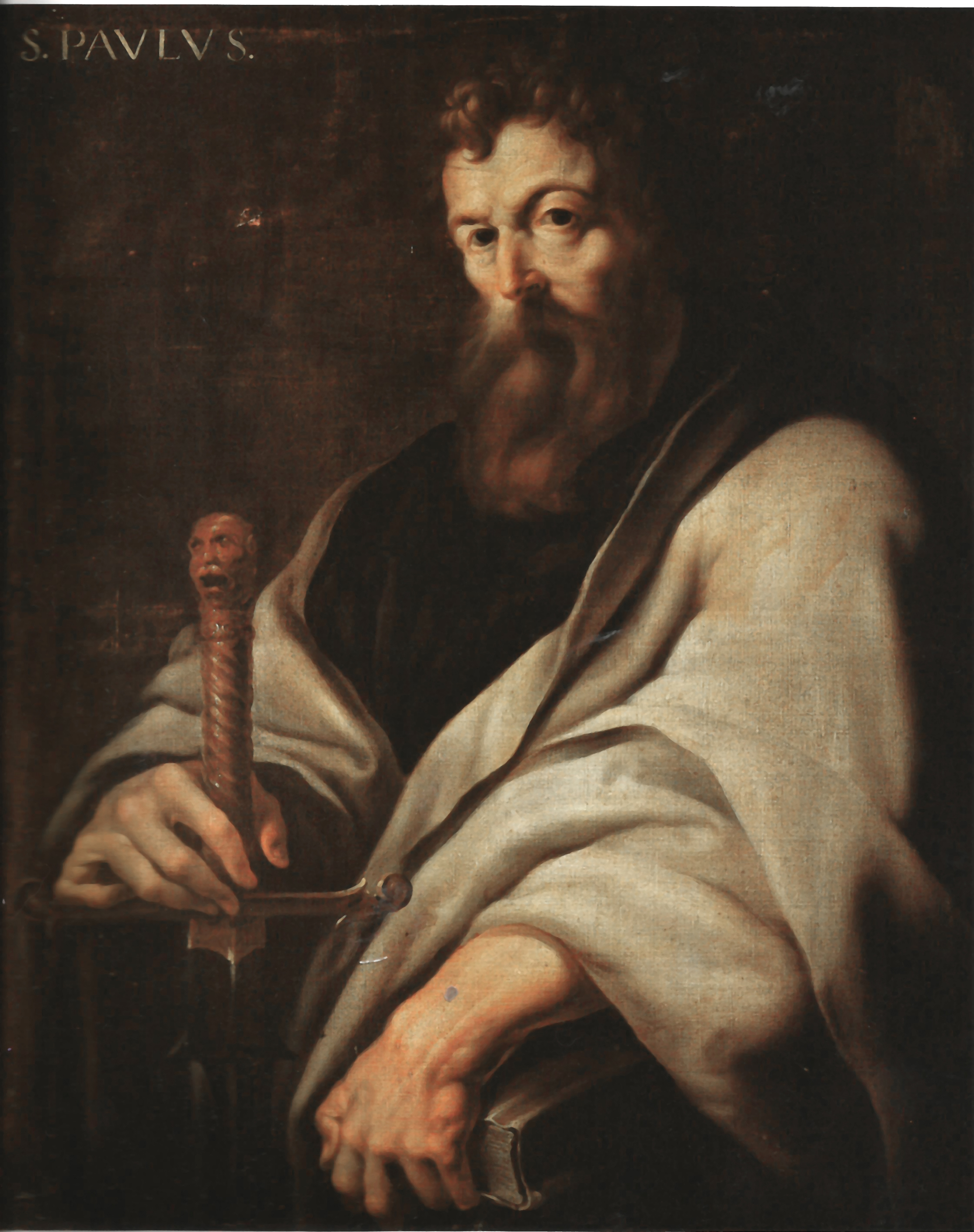
Sankt Paul